# Blues and Royals

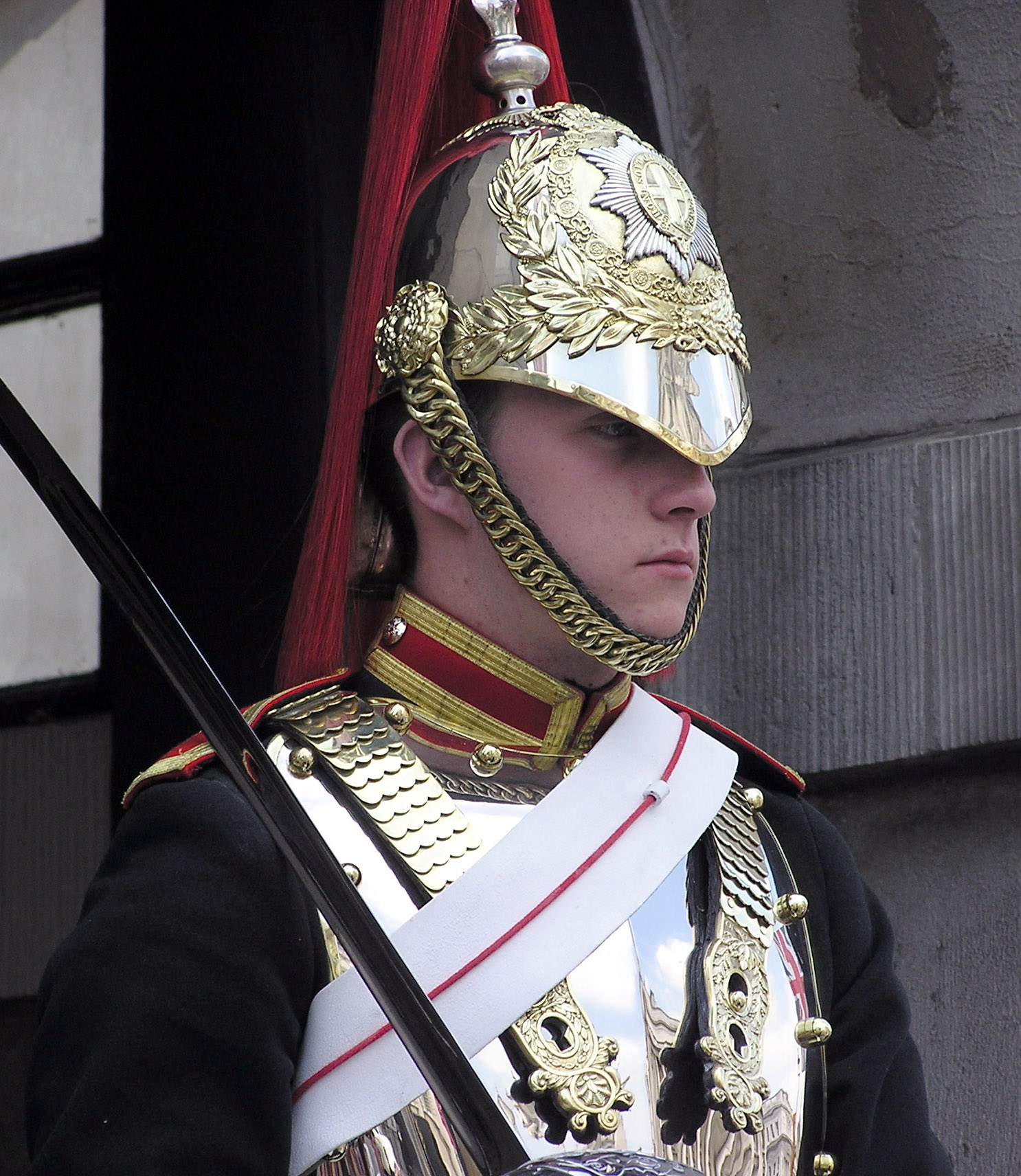
Ein Soldat der Blues und Royals während seiner Wachtätigkeit in Whitehall

Die Blues and Royals (Royal Horse Guards and 1st Dragoons) (deutsch Blaue und Königliche) sind ein Gardekavallerieregiment der britischen Armee, das der Household Division angehört. Zusammen mit den Life Guards bilden die Blues and Royals die Household Cavalry.

## Geschichte
Die Blues and Royals sind das in der protokollarischen Rangordnung der Armee (British Army Order of Precedence) zweitranghöchste aktive Regiment der britischen Armee nach den Life Guards. Das Regiment entstand erst 1969, durch Zusammenlegung zweier Kavallerieregimenter mit langer Tradition, nämlich den Royal Horse Guards („The Blues“) und den 1st Royal Dragoons („The Royals“).
Die Royal Horse Guards wurden ursprünglich 1650 von Oliver Cromwell als Regiment of Cuirassiers gegründet. Der zweite Regimentschef war Unton Crook, welcher die blaue Farbe für die Truppe einführte. Nach der Restauration wurde daraus das Royal Regiment of Horse. Weitere Namensgebungen folgten, bis 1819 der Name The Royal Horse Guards (The Blues) fest etabliert wurde.
Die 1st Royal Dragoons gehen auf einen nach der Restauration König Karls II. 1661 aufgestellten einzelnen Troop schwerer Kavallerie zurück, der um 1662 auf vier Troops erweitert wurde, bis 1684 als Teil der englischen Garnison von Tanger diente und den Namen The Tangier Horse erhielt. Tanger, im heutigen Marokko, war als Mitgift der portugiesischen Prinzessin Katharina von Braganza bei ihrer Hochzeit mit Karl II. in englischen Besitz gelangt. 1684 wurden sie in His Majesty’s Own Royal Regiment of Dragoons umbenannt. 
In den beiden Weltkriegen waren sie an nahezu allen Fronten in Europa und Nordafrika eingesetzt, an denen britische Truppen kämpften. 1942 wurden beide Regimenter mit Panzern ausgerüstet. Nach der Zusammenlegung, 1969, nahmen die Blues and Royals an vielen Einsätzen im Rahmen von UN-Friedensmissionen und am Falklandkrieg teil. Dort kämpften sie mit 4 Scorpion- und 4 Scimitar-Panzern. Auch im Zweiten Golfkrieg und im Nordirlandkonflikt wurden sie eingesetzt.
Seit 1992 sind die beiden Gardekavallerieregimenter, also die Life Guards und die Blues and Royals, zum Household Cavalry Regiment und zum Household Cavalry Mounted Regiment operationell zusammengefasst, haben jedoch ihre eigenen Uniformen, Traditionen und Identität behalten.

## Gegenwart

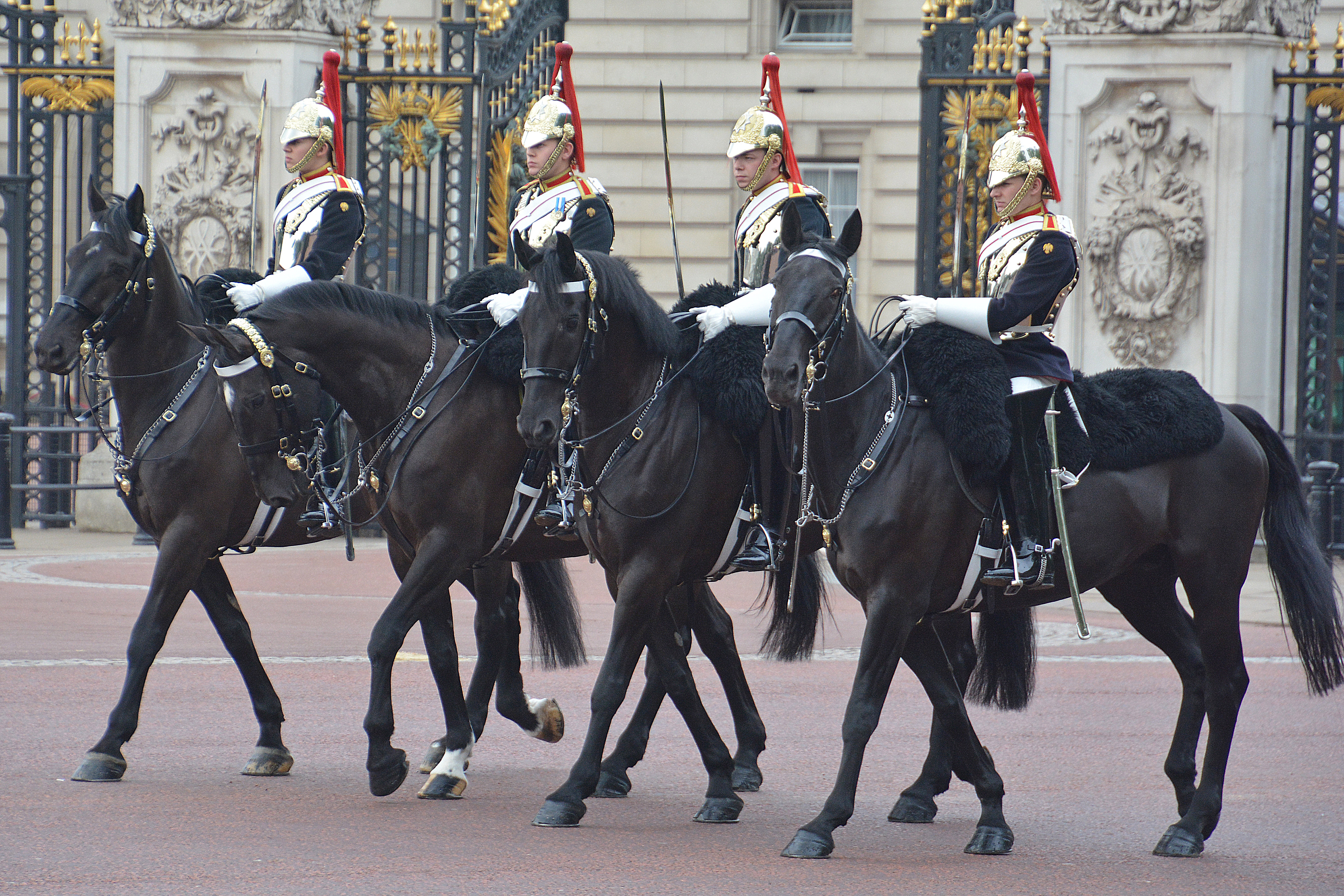
Soldaten der Blues and Royals bei Trooping the Colour

Heute leistet das Household Cavalry Regiment als gepanzerte Aufklärungseinheit Dienst, während das Household Cavalry Mounted Regiment als berittenes Wachregiment verwendet wird. Es nimmt regelmäßig an vielen wichtigen protokollarischen Ereignissen in Großbritannien teil, z. B. an Trooping the Colour und (abgesessen) der alljährlichen Parlamentseröffnung. Außerdem stellt das Regiment die berittene Wache vor Horse Guards.
Anders als in allen anderen Einheiten der Britischen Armee führen die Feldwebel in den Gardekavallerieregimentern nicht die Bezeichnung Sergeant, sondern haben zusätzliche Dienstgrade auf der Basis der Bezeichnung Corporal.
Die Blues and Royals des Household Cavalry Mounted Regiments erkennt man an ihrer blauen Tunika, dem roten Helmschweif und den weißen Leder-Handschuhen.
Von 2006 bis 2015 leistete Prinz Harry bei den Blues and Royals als Zugführer seinen Militärdienst.

## Colonels-in-Chief und Regimental Colonels
Colonel-in-Chief des Regiments waren:
- 1969–2022: Königin Elisabeth II.
- seit 2022: König Charles III.

Colonel of the Regiment waren:
- 1969–1979: Field Marshal Sir Gerald Templer
- 1979–1998: General Sir Desmond Fitzpatrick
- seit 1998: Anne, Princess Royal

Der Colonel der Blues and Royals ist Kraft dieses Amtes gemeinsam mit dem Colonel der Life Guards Gold Stick für England und Wales. Dabei handelt es sich um ein heute zeremonielles Amt im königlichen Haushalt; früher war der Gold Stick für die persönliche Sicherheit des Monarchen verantwortlich.

## Battle Honours
Das Regiment hat verschiedene Battle Honours (ehrenvolle Erwähnungen von Schlachten bzw. Feldzügen, an denen es teilgenommen hat), die teilweise auf der Regimentsfahne aufgeführt sind. Es führt außerdem auch hier die Traditionen seiner Vorgängereinheiten weiter.
Battle Honours (englische Bezeichnungen):
(zusätzlich zu denen der Vorgängereinheiten)
- Falkland Islands 1982, Al Basrah, Iraq 2003